# Loro (film)
Loro è un film del 2018 co-sceneggiato e diretto da Paolo Sorrentino, diviso in due parti: Loro 1 e Loro 2.
La pellicola narra le vicende professionali, politiche e private di Silvio Berlusconi, interpretato da Toni Servillo, e delle tante figure intorno a lui negli anni del tramonto del berlusconismo sia in chiave drammatica che in chiave satirica.

## Trama

### Loro 1
Sergio Morra è un giovane imprenditore tarantino che gestisce escort per corrompere politici locali e ottenere così appalti senza rispettare la normale procedura di assegnazione, nonostante la disapprovazione del padre. L'uomo ha una relazione con Tamara, donna già madre ma irresponsabile e spregiudicata proprio come lui, che lo aiuta nei suoi piccoli traffici. Tra festini e cocaina, i due decidono di lasciare la Puglia alla volta di Roma, città nella quale sperano di svoltare. Sergio, in particolare, vuole fare il salto di qualità e avvicinarsi come non mai al potere: punta a raggiungere Silvio Berlusconi.
Arrivato a Roma, incontra ad una festa la bella e misteriosa Kira, definita "ape regina" per via del suo rapporto privilegiato con Lui. Morra chiede a Kira di poter conoscere il Presidente, ma la donna gli fa intendere che il filtro è praticamente non oltrepassabile. Tamara stringe una conoscenza con l'ex ministro Santino Recchia, uomo che vive della luce riflessa del leader del centro-destra. La donna stuzzica il politico e prova in ogni modo a procurarsi, per conto di Sergio, il contatto con Berlusconi, ma Recchia non cede. L'onorevole intanto punta a sostituire Berlusconi come leader del centro-destra e chiede a Cupa Caiafa, deputata molto attiva nella difesa degli animali, di sostenerlo nella sfida alla segreteria del partito, ottenendone l'appoggio. Sergio raggruppa un manipolo di giovani escort e affitta un'imponente villa in Sardegna che confina con la residenza estiva di Lui, al fine di riuscire a farsi notare ed entrare nelle sue grazie. Il festino a base di droga però non sortisce gli effetti sperati.
Berlusconi vive un momento difficile della sua vita: solo con la moglie nella sua villa sarda, cerca di riconquistarne l'attenzione in ogni modo, ma qualsiasi sua manifestazione non incontra il favore di Veronica Lario, che è ormai chiusa ed algida nei suoi confronti. Non bastano i diamanti, le battute, i travestimenti, né tanto meno le canzoni d'amore di Mariano Apicella. Veronica rivendica il diritto alla sua dignità e rimprovera il marito delle sue poche attenzioni negli anni recenti. Il periodo è insoddisfacente anche sotto altri punti di vista: Forza Italia non è più al governo e, senza incarichi governativi, Berlusconi non ha niente da fare perché le aziende di famiglia sono ormai controllate dai figli.
In una giornata assolata accoglie in villa Recchia, il quale lamenta al Presidente di essere ricattato da Tamara, che gli chiede cospicue somme di denaro minacciando di rivelare alla moglie i suoi tradimenti. Berlusconi inizialmente si mostra ben disposto, ma poi scarica tutta la sua furia sul suo fedelissimo, avendo già ricevuto notizia delle sue intenzioni e tacciando il suo come un grave ed inaccettabile tradimento. Il Presidente parte poi alla volta di Roma per farsi trapiantare nuovi capelli.
Al suo ritorno in Sardegna, Berlusconi dialoga con Veronica sul suo yacht e, mentre la moglie gli chiede di riprendere Mike Bongiorno in Mediaset, intravede nelle vicinanze l’imbarcazione di Morra con tante ragazze in bikini. Berlusconi osserva per qualche momento ma poi, nonostante l’apparenza di un minimo interesse, porta Veronica a fare un giro sulla moto d'acqua e, dopo un acquazzone, fa ritorno in villa. A bordo della loro giostra dei cavalli privata, Berlusconi dimostra il suo affetto per la moglie facendo cantare a Fabio Concato, da lui convocato, la canzone Domenica bestiale, sulle note della quale la coppia si era data il primo bacio. Veronica rimane sorpresa dal fatto che il marito ricordi quell'importante momento della loro storia d'amore e si lascia andare ad un tenero abbraccio, mentre Mariano Apicella, che è appena stato contattato per prendere parte al programma televisivo L'isola dei famosi, guarda Concato suonare e cantare per il Presidente, temendo forse di essere sostituito.

### Loro 2
Ennio Doris, imprenditore e vecchio amico di Berlusconi, si vanta della sua ricchezza col Cavaliere, elogiando al contempo il genio imprenditoriale di Berlusconi. Berlusconi ascolta l'amico ma appare più preoccupato per le proprie vicende politiche: la sinistra ha infatti vinto le ultime elezioni e controlla il Senato grazie a soli 25.000 voti di differenza. Ennio consiglia allora a Berlusconi di far passare sei senatori dalla sua parte al fine di far cadere il Governo e gli ricorda le sue grandi doti di venditore. Berlusconi accetta di buon grado il consiglio di Ennio e saggia immediatamente la propria abilità chiamando un numero telefonico scelto a caso sulle Pagine Bianche. Comincia così una lunghissima telefonata con una casalinga, alla quale Berlusconi tenta di vendere un appartamento in un nuovo resort del tutto fittizio. Nonostante le iniziali reticenze della signora, Berlusconi riesce a solleticare le corde giuste, ottenendo la completa attenzione della sua interlocutrice.
Nel frattempo Veronica Lario, sempre più chiusa e schiva, decide di lasciare da solo Silvio, annunciando di volersi recare in viaggio in Cambogia. Berlusconi comincia ad accogliere nella sua villa in Sardegna diversi senatori della maggioranza per convincerli a votare contro il governo, riuscendo nell'impresa. Per convincere alcuni senatori, Silvio deve però promettere denaro o piazzare delle ragazze aspiranti attrici indicate da questi ultimi in produzioni cinematografiche o televisive. Martino, responsabile dei casting, si vede così costretto suo malgrado ad accettare le nuove ragazze, sostituendole ad attrici capaci.
Il Governo cade e Berlusconi vince le successive elezioni, ma nella villa in Sardegna sono rimasti solo i fedelissimi Apicella e Spagnolo. La solitudine spinge Berlusconi a cedere alle richieste di attenzioni di Sergio Morra, al quale il neo-premier chiede di aiutarlo ad organizzare una festa presso la sua villa, radunando più ragazze possibili. L'esercito di escort di Morra entra così finalmente nella villa del Cavaliere, ma le grandi aspettative delle ragazze si scontrano con una realtà noiosa e deludente. Kira prova insistentemente ad ottenere nuovamente le attenzioni del Cavaliere, ma soffre la concorrenza di Morra e di Tamara. Alla festa Berlusconi sembra avere occhi solo per Stella, che si estranea dal resto delle ragazze e ritorna nella sua stanza per riposare. Al risveglio trova nel letto accanto proprio Berlusconi che tenta di sedurla, ma la ragazza è riluttante e si allontana con vena polemica. Berlusconi liquida Kira, ormai fuori dalle sue grazie, ed anche Morra e Tamara capiscono che essere arrivati al Cavaliere non ha condotto a nulla.
Appena arrivato al Governo, Silvio deve affrontare le terribili conseguenze del terremoto dell'Aquila. Giunto nella tendopoli costruita per l'occasione nel capoluogo abruzzese, il premier rassicura una anziana signora, promettendole che le farà avere una dentiera nuova, mentre da fuori una voce grida: "Noi rivogliamo Gesù!". I comportamenti di Berlusconi nei meeting internazionali mettono in imbarazzo le alte autorità dello Stato e Crepuscolo si vede costretto a chiedere al Cavaliere di governare con più serietà. Berlusconi si prepara così per recarsi a New York per parlare all'ONU, ma giunto sull'aereo dice a Spagnolo di far rotta verso Napoli per andare a Casoria, dove si sta svolgendo la festa per i diciotto anni di Noemi Letizia. Man mano che escono fuori dettagli sulle sue cene e sulla dissolutezza dei suoi comportamenti, compresa la frequentazione di minorenni, Berlusconi si ritrova sempre più al centro di uno scandalo politico e vede gli alleati di sempre, tra cui Cupa Caiafa, allontanarsi dalla sua cerchia. Veronica Lario, di ritorno nella villa, annuncia a Silvio che intende divorziare e tra i due comincia una furiosa litigata.
Schiacciato dagli scandali politici e sempre più isolato, Berlusconi appare insofferente. Finalmente invita a cena Mike Bongiorno, ma conclude la cena disprezzando il lavoro di una vita di Mike. Ritrovatosi (ancora) solo, Berlusconi aziona finalmente il finto vulcano nel suo giardino, attrazione che aveva promesso di mostrare a più persone senza mai farlo davvero. Nel frattempo, all'Aquila, i vigili del fuoco gestiscono il recupero di una statua del Cristo estraendola da una chiesa distrutta dal terremoto.

## Produzione
Il budget del film è stato di 18 milioni di euro.

## Promozione
Il primo teaser trailer del film viene diffuso il 12 marzo 2018. Il trailer di Loro 1 viene diffuso il 29 marzo 2018, mentre il trailer di Loro 2 il 26 aprile 2018.

## Distribuzione
La prima parte del film è stata distribuita nelle sale cinematografiche italiane a partire dal 24 aprile 2018, mentre la seconda parte dal 10 maggio dello stesso anno.
Il 7 giugno 2018 viene annunciata una versione unica del film per poter competere ai premi Oscar 2019, dalla durata di 145 minuti, che venne riproposta nei cinema italiani dal 13 settembre 2018 ed al Toronto International Film Festival.
I diritti di Loro, per l'Italia, sono stati acquistati da Mediaset, che non ha mai effettuato una distribuzione digitale e una messa in onda in chiaro del film. Paolo Sorrentino ha parlato a questo proposito di una volontà censoria da parte dei distributori.

## Accoglienza

### Incassi
In Italia nel primo giorno di programmazione, Loro 1 ha incassato 250.000 euro, l'esordio più redditizio per un film di Sorrentino.
Al 28 maggio, Loro 1 ha incassato 4.004.925 euro, mentre Loro 2 è arrivato a 2,3 milioni di euro.
I due film hanno incassato complessivamente 6,5 milioni di euro.

### Critica

#### Loro 1
Gianmaria Tammaro de La Stampa ha lodato il film, mostrando particolare apprezzamento per l'interpretazione di Toni Servillo: «è perfetto: è una maschera, è argilla nelle mani di un artigiano; la sua faccia si trasforma, si piega, si tira. Loro 1 è un dentro e fuori continuo tra generi e toni, è un'opera incredibile, totalizzante, artisticamente inedita nel panorama italiano. Perché solo Sorrentino, e pochi altri, possono permettersi una cosa del genere. Essere lenti quando devono essere veloci. Accelerare quando invece ci si dovrebbe fermare». Giorgio Viaro di Best Movie lo ha definito «a metà tra La grande bellezza e Casa Vianello» perché «per quasi un'ora ricorda da vicino il film vincitore dell'Oscar. Poi, con l'ingresso in scena del presidente, diventa una commedia rassicurante ma irresistibile». Davide Turrini su Il Fatto Quotidiano, pur chiarendo che «lo sguardo di Sorrentino su Berlusconi ha comunque qualcosa di cortesemente indulgente» e, di conseguenza, «chi si aspettava […] Il caimano due rimarrà deluso», ha posto accento positivo sulla messa in scena del rapporto tra Berlusconi e Mariano Apicella, che «fa sbellicare» grazie a un «meccanismo comico scoppiettante [che] travolge come nulla al mondo».
Al contrario, Paolo Mereghetti del Corriere della Sera è stato molto critico nei confronti del film: «Sorrentino in passato si era dimostrato capace di trovare il modo di sorprendere lo spettatore attraverso una serie di "metafore" visive o recitate. Quelle immagini, quei lampi non ci sono in Loro 1, troppo schiacciato tra una descrizione piuttosto compiaciuta del sottobosco di nani e ballerine che vive ai margini del potere e la voglia di raccontare Silvio Berlusconi (che nel film appare per la prima volta dopo un'ora esatta) in una maniera non convenzionale, tra farsa e "tenerezza"». Francesco Specchia di Libero ha aggiunto: «I berlusconiani accesi non potranno accendere la loro rabbia preventiva per questo film. Forse lo faranno, ingolositi, dalla seconda puntata. Semmai, da un punto di vista del racconto politico ci si può chiedere se dopo anni di cassa mediatica, reportage, processi, documentari, sia ancora necessario tornare su una vicenda sviscerata all'impossibile». Mariarosa Mancuso su Il Foglio ha scritto: «Esteticamente, Loro è piuttosto misero, il trasferimento sui prati all'inglese delle ville in Sardegna non giova. Meglio la piscina con le pasticche colorate: ora il regista saccheggiato da Sorrentino è Martin Scorsese, non più Federico Fellini».
Tra le recensioni più negative, quella di Giovanni Robertini per l'edizione italiana di Rolling Stone: «Usciti dalla sala ci rimane attaccato — sudaticcio e appiccicoso come il sesso di YouPorn — un berlusconismo enfatizzato, bigger than life, che Gué Pequeno avrebbe potuto tranquillamente liquidare in tre rime, e che qui diventa addirittura un film in due parti, dove l'attesa per il secondo episodio svanisce al quarto d'ora del primo». Zerocalcare ha definito il film come «noioso e ripetitivo», e ha affermato di aspettare la seconda parte solo per il nome del regista.

#### Loro 2
Francesco Alò di Badtaste.it ha bocciato la seconda parte del film, come già fatto per la prima parte, affermando che «Sorrentino scimmiotta di nuovo The Wolf of Wall Street, facendo una copia brutta di Dallas». Positivo invece il giudizio di Filiberto Molossi sulla Gazzetta di Parma, che ha elogiato la sceneggiatura, gli sprazzi surreali e l'interpretazione di Elena Sofia Ricci.

## Riconoscimenti
- 2018 - Nastro d'argento[27]
  - Migliore sceneggiatura a Paolo Sorrentino e Umberto Contarello
  - Migliore attrice protagonista a Elena Sofia Ricci
  - Migliore attore non protagonista a Riccardo Scamarcio
  - Migliore attrice non protagonista a Kasia Smutniak
  - Premio Guglielmo Biraghi a Euridice Axen
  - Candidatura al miglior film
  - Candidatura al miglior regista a Paolo Sorrentino
  - Candidatura al miglior produttore a Indigo Film, Nicola Giuliano, Francesca Cima, Carlotta Calori e Viola Prestieri
  - Candidatura al migliore attore protagonista a Toni Servillo
  - Candidatura alla migliore fotografia a Luca Bigazzi
  - Candidatura ai migliori costumi a Carlo Poggioli
  - Candidatura al migliore montaggio a Cristiano Travaglioli
  - Candidatura alla migliore colonna sonora a Lele Marchitelli
- 2019 - David di Donatello[28][29]
  - Migliore attrice protagonista a Elena Sofia Ricci
  - Migliore acconciatura a Aldo Signoretti
  - Candidatura al miglior attore protagonista a Toni Servillo
  - Candidatura alla migliore attrice non protagonista a Kasia Smutniak
  - Candidatura al miglior attore non protagonista a Fabrizio Bentivoglio
  - Candidatura al miglior musicista a Lele Marchitelli
  - Candidatura alla migliore canzone originale ('Na gelosia)
  - Candidatura al miglior scenografo a Stefania Cella
  - Candidatura al miglior costumista a Carlo Poggioli
  - Candidatura al miglior truccatore a Maurizio Silvi
  - Candidatura al miglior suono
  - Candidatura ai migliori effetti speciali visivi
- 2019 - Filming Italy Best Movie Award[30]
  - Migliore attrice protagonista a Elena Sofia Ricci
  - Miglior rivelazione dell'anno a Euridice Axen